# سیارک ۱۸۶۳۵
سیارک ۱۸۶۳۵ (به انگلیسی: 18635 Frouard، نامگذاری:1998EX1) هجده هزار و ششصد و سی و پنجمین سیارک کشف شده‌است که در ۲ مارس ۱۹۹۸ کشف شد.
قدر مطلق سیارک برابر ۱۵.۵ است.